# Стахановское медицинское училище
Стахановское медицинское училище — высшее учебное заведение в городе Стаханов Луганской области.

## История
В 1943 году, во время Великой Отечественной войны в освобождённом Ворошиловграде была основана фельдшерско-акушерская школа. За первые десять лет деятельности, с 1943 до 1953 года в школе были открыты ещё три новые специальности («Фармация», «Сестринское дело» и «Медико-профилактическое дело»), а в 1954 году она была преобразована в Ворошиловградское медицинское училище.
В 1957 году училище было переведено в Кадиевку (и получило новое название — Кадиевское медицинское училище), за следующие семь лет работы оно подготовило и выпустило свыше 1400 средних медицинских специалистов.
В 1966 году в составе училища действовали четыре отделения: акушерское, медицинских сестёр, стоматологическое и фармацевтическое.
После того, как 15 февраля 1978 года Кадиевка была переименована в город Стаханов, учебное заведение получило название Стахановское медицинское училище.
После провозглашения независимости Украины училище перешло в ведение министерства образования Украины.
За первые 45 лет своей деятельности, до апреля 2003 года училище подготовило свыше 11 тысяч медицинских работников.
С весны 2014 года в составе Луганской Народной Республики.

## Деятельность
В состав училища входят учебный корпус (29 кабинетов, учебных аудиторий и лабораторий, в том числе один компьютерный класс и два тренажерных кабинета) и 5-этажное общежитие на 216 мест.
Училище являлось высшим учебным заведением I уровня аккредитации, которое выполняло подготовку медицинских специалистов по пяти специальностям: «Лабораторная диагностика» (с присвоением квалификации «медицинский лаборант»), «Медико-профилактическое дело» (с присвоением квалификации «санитарный фельдшер»), «Сестринское дело» (с присвоением квалификации «медицинская сестра»), «Ортопедическая стоматология» (с присвоением квалификации «зубной техник») и «Фармация» (с присвоением квалификации «фармацевт»), а также осуществляло последипломное повышение квалификации среднего медицинского персонала.